# Guillermina Baeza
Guillermina Baeza (Tetuán, c. 1940) es una modista y diseñadora de moda de trajes de baño española, afincada en Barcelona. Su marca «Guillermina Baeza» es una de la más importantes de la moda de baño de España y Europa.

## Trayectoria
Hija de un funcionario español enviado a Tetuán y a Tánger. Nació en Tetuán, parte del protectorado español de Marruecos. En los años 60, se trasladó a Barcelona con 19 años, tras casarse con Antonio Larruy, un escritor español.
Empezó de manera autodidacta a diseñar trajes de baño en los años 70, cuando su marido llevaba una concesión de bañadores de la marca Carven. Más tarde, en los años 80, fundó su propia marca «Guillermina Baeza» y más tarde «Guillermina Baeza Children». Su hija, la modista Belén Larruy, es la directora creativa de la marca desde los años 90. Más tarde la marca pasó a formar parte del grupo empresarial de marcas de lujo española, Pulligan. Tras haber fabricado sus piezas en Turquía durante cinco años, en 2014, la marca trasladó la producción a España. También colabora con otras marcas como Paloma Wool, El Ganso, Pedro del Hierro o Scalpers.
Baeza defiende los valores de moda sostenible en España, la producción local, la calidad y la revitalización de las artesanías. Los tejidos usados en sus diseños incorporan el sistema EcoWave, que son respetuosos con el medio ambiente. Usa fibras recicladas de botellas de plástico, redes de pesca desechadas en el mar Mediterráneo y algunos sistemas de estampación digitales que no usan agua.
Sus colecciones han desfilado en eventos de moda como: la Mercedes-Benz Fashion Week Madrid, 080 Barcelona Fashion, FIMI Valencia o Gran Canaria Moda Cálida. Su marca es una de las de moda de baño más importantes y referente de España y Europa. Algunos catálogos de sus colecciones forman parte de los fondos del Museo del Traje de Madrid.
Su nieta, Ana Larruy, fundó en 2018, la compañía especializada en prendas elásticas con estampación de retratos, llamada Clan.
Desde 2024, Baeza pertenece a la Asociación Creadores de Moda de España (ACME).